# 達西区

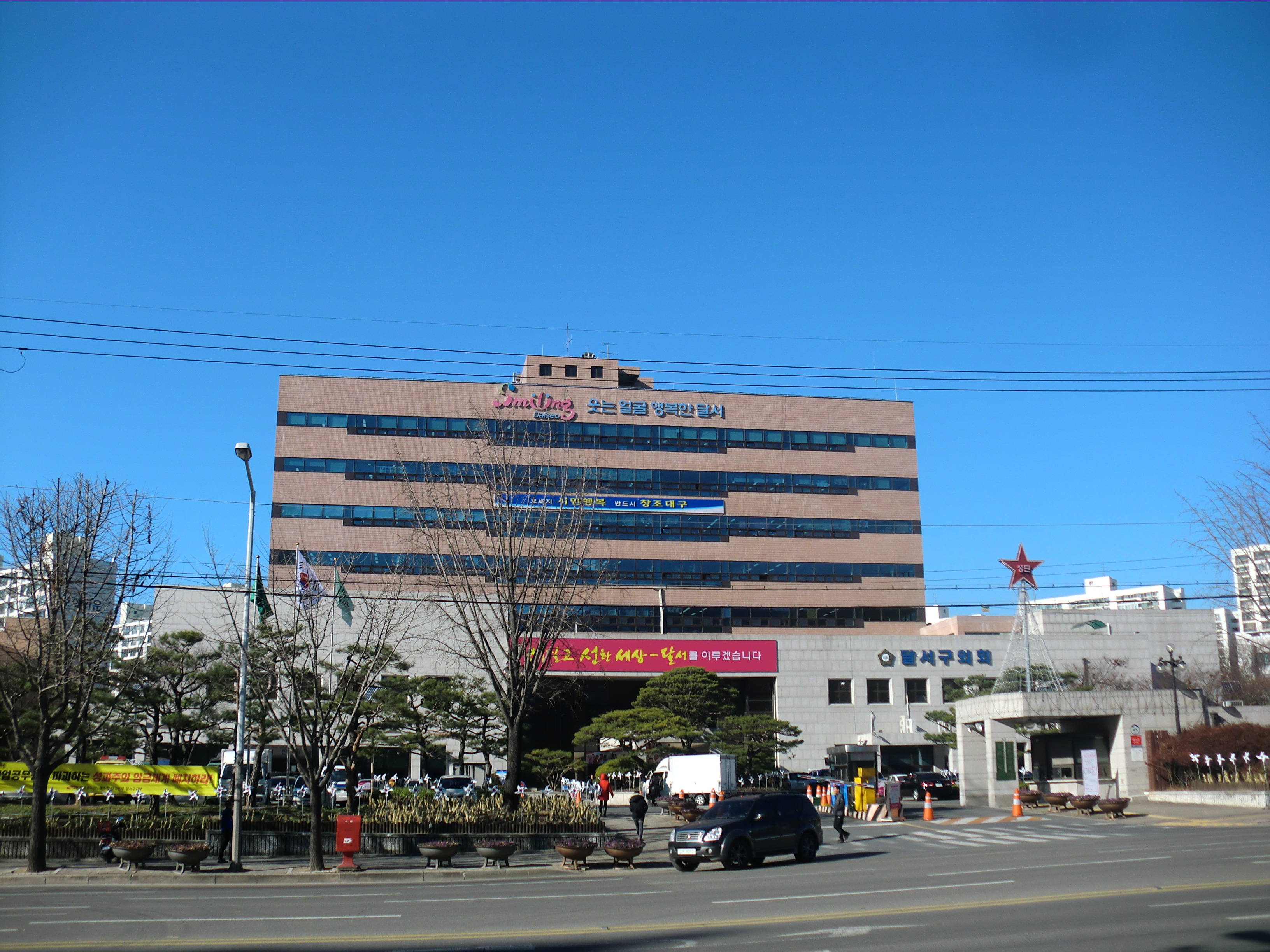
達西区庁

達西区（タルソく/달서구）は、大韓民国大邱広域市の区である。

## 歴史
- 1988年1月1日 - 南区月城洞・大泉洞・月岩洞・上仁洞・桃源洞・辰泉洞・大谷洞・流川洞・松峴洞・本洞、西区聖堂洞・壮洞・長基洞・龍山洞・甘山洞・竹田洞・梨谷洞・巴山洞・狐林洞・巴湖洞・葛山洞・新塘洞・本里洞および内唐洞の一部の区域をもって、達西区を設置。
- 1995年3月1日 - 達城郡花園邑九羅里の一部を編入。

## 行政

行政区域図

行政洞は23洞、法定洞は24洞からなる。
| 行政洞     | 法定洞                                 |
| ---------- | -------------------------------------- |
| 頭流1・2洞 | 頭流洞                                 |
| 頭流3洞    | 頭流洞                                 |
| 聖堂洞     | 聖堂洞                                 |
| 甘三洞     | 甘三洞                                 |
| 竹田洞     | 竹田洞、甘三洞                         |
| 長基洞     | 壮洞、長基洞                           |
| 龍山1洞    | 長基洞、龍山洞                         |
| 龍山2洞    | 長基洞、龍山洞                         |
| 梨谷1洞    | 葛山洞、梨谷洞                         |
| 梨谷2洞    | 葛山洞、梨谷洞                         |
| 新塘洞     | 巴湖洞、狐林洞、葛山洞、新塘洞、虎山洞 |
| 本里洞     | 本里洞                                 |
| 本洞       | 本洞                                   |
| 松峴1洞    | 松峴洞                                 |
| 松峴2洞    | 松峴洞、本洞                           |
| 月城1洞    | 大泉洞、月城洞、月岩洞                 |
| 月城2洞    | 大泉洞、月城洞、月岩洞                 |
| 上仁1洞    | 上仁洞                                 |
| 上仁2洞    | 上仁洞                                 |
| 上仁3洞    | 上仁洞                                 |
| 桃源洞     | 桃源洞                                 |
| 辰泉洞     | 辰泉洞、大谷洞                         |
| 流川洞     | 流川洞、大泉洞、月城洞、月岩洞         |

### 警察
- 大邱達西警察署
- 大邱城西警察署

### 消防
- 大邱達西消防署
- 大邱江西消防署
  - 城西119安全センター
  - 竹田119安全センター
  - 大泉119安全センター

## 観光
- 頭流公園
- 文化芸術会館
- 83タワー
- E-WORLD
- 聖堂池
- 先史遺跡公園
- 大邱樹木園
- ウォルグァン水辺公園
- 月谷歴史公園
- 梨谷噴水公園
- 臨休寺

## 交通

### 鉄道
- 大邱交通公社
  - 大邱都市鉄道1号線
    - 大谷駅 - 辰泉駅 - 月背駅 - 上仁駅 - 月村駅 - 松峴駅 - 西部停留場駅※

  - 大邱都市鉄道2号線
    - 江倉駅 - 啓明大駅 - 城西産業団地駅 - 梨谷駅 - 龍山駅 - 竹田駅 - 甘三駅 - 頭流駅 - 内唐駅※ - パンゴゲ駅
- ※ 聖堂池駅の所在地は南区であるが、達西区との境界上にある。
- ※ 内唐駅の所在地は西区であるが、達西区との境界上にある。

## 教育
- 尚書高等学校
- 嶺南高等学校